# Radio Val de Loire
 (février 2022).
Radio Val de Loire ou RVL était une radio locale française basée à Blois dans le département de Loir-et-Cher et la région Centre.[réf. nécessaire]

## Présentation
RVL a été créée en 1981, comme évolution de BBS radio (Blois Beauce Sologne).[réf. nécessaire]
Initialement diffusée sur la fréquence de 90.15 MHz, elle fut déplacée sur 92.9MHz à la suite de la redistribution du plan de fréquences.[réf. nécessaire]
Sa grille de programmation était généraliste, alliant des programmes d'information, de musique, de distraction, à des émissions plus décapantes ; elle était alors considérée comme l'une des ambassades culturelles du département.[réf. nécessaire]
Parmi les émissions de sa grille, on peut citer : Dédicaces, l'une des plus populaires de la station ; Hit Parade ; Danger Décibels, dédiée au hard rock ; Présence chrétienne, le dimanche matin de 8 h à 9 h ; Samedi-straction, programmation comique du samedi matin ; Matin bleu de 6 h à 7 h 30 avec Olivier Kaefer et de 7 h 30 à 9 h avec Fréderic Thiaux.[réf. nécessaire]
Lors de son lancement officiel, la radio organisa un grand concert, en présence d'invités de marque, dont Michel Drucker et Jean-Jacques Goldman.[réf. nécessaire]
La radio employa une dizaine de personnes et plus de 40 bénévoles.[réf. nécessaire]
RVL poursuivit son développement avec des fréquences à Romorantin, Vendôme et Château-Renault.[réf. nécessaire]
Rachetée en février 1998 par la radio régionale Forum du groupe Start, RVL a aujourd'hui disparu.[réf. nécessaire]